# شاه (عنوان)

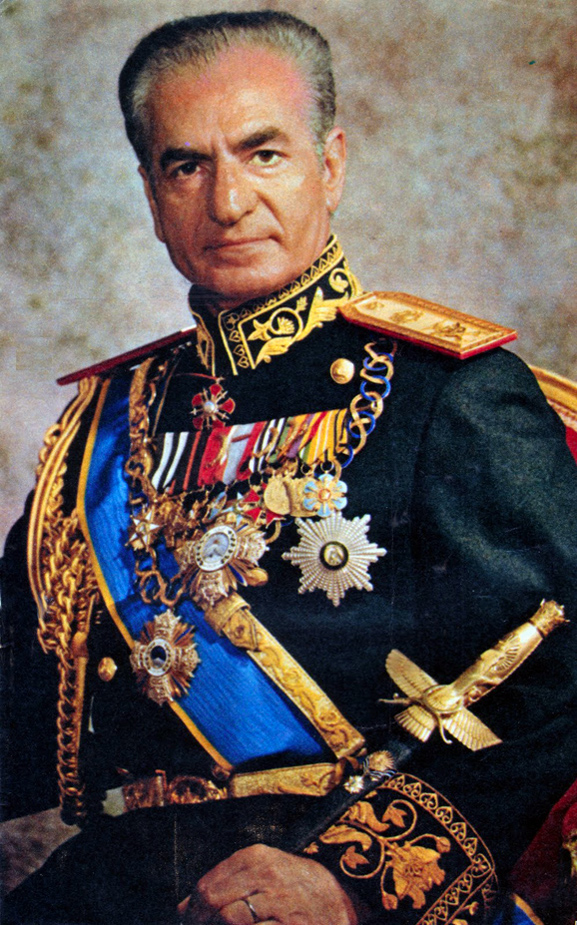
یک تصویر از محمدرضا پهلوی، آخرین شاه ایران. در بسیاری از مواقع در گفتار عامیانهٔ ایرانیان، منظور از شاه، محمدرضا شاه است.

شاه یک واژه و عنوان سلطنتی پارسی است که در طول تاریخ توسط بیشتر فرمانروایان ایران به‌کار رفته است. این عنوان به صورت رسمی توسط بسیاری از شاهنشاهی‌ها و پادشاهی‌های تاریخ ایران و دیگر حکومت‌های ایرانی‌مآب مانند شروانشاهان، امپراتوری عثمانی، امپراتوری گورکانی، دولت‌های شیبانی و هندی و غیره استفاده می‌شده است.
واژهٔ شاه از ریشهٔ خشای در پارسی باستان به معنای «حاکمیت» می‌باشد. این واژه در عین اینکه به صورت رسمی تبدیل به عنوان حاکمان ایرانی شد، نامی عام و مطلق در زبان فارسی است و از این رو می‌تواند برای توصیف هر فرمانروایی استفاده شود. پیوسته ممکن است دو واژهٔ شاه و پادشاه به‌جا و هم‌معنای یکدیگر به‌کار بروند. شاه در فرهنگ ایرانی، فردی صاحب فر ایزدی و «سایه خدا بر روی زمین» شناخته می‌شود که ماندگاری دولتش و اقبال مملکت، در قبال فر و عدالت اوست. آخرین شاه ایران محمدرضا پهلوی بود که از سال ۱۳۲۰ تا ۱۳۵۷ بر ایران پهلوی سلطنت کرد.

## واژه‌‌شناسی
واژهٔ شاه از ریشهٔ خشای (xšay) به معنای «حاکمیت» در پارسی باستان می‌باشد. در زبان اوستایی به شاهان خشیتره (xšathra) می‌گفتند که از ریشۀ کشتره (ksatŕia) در زبان سانسکریت به معنای «محافظت‌کننده در برابر ویرانی» است و برخی محققان مانند کریستین بارتولومه آن را نیز از ریشهٔ خشای می‌دانند. این واژه در زبان سانسکریت به صورت شاس (Shas) به معنای «حکومت کردن» آمده و در اوستا نیز با شکل شاستر (Shastr) همین معنا را می‌دهد. با این همه، ظاهراً اصل واژۀ شاه پهلوی است که در پارسی باستان به شکل خشیتیا (Khashitiya) به‌کار رفته و با واژۀ شاتهر (Shathr) به معنای «شهر» هم‌ریشه است. واژهٔ یونانی ساتراپ به معنای حاکم نیز تحت تأثیر این شبکۀ واژگانی ساخته شده است. شاه در لغت به معنای سرور، حاکم، شخص قدرتمند و مجاز به کاربرد قدرت است. شاه به معنای اصل و خداوند نیز آمده است و چون پادشاهان اصل و خداوند مردم باشند، ایشان را شاه خوانده‌اند.

## توصیف

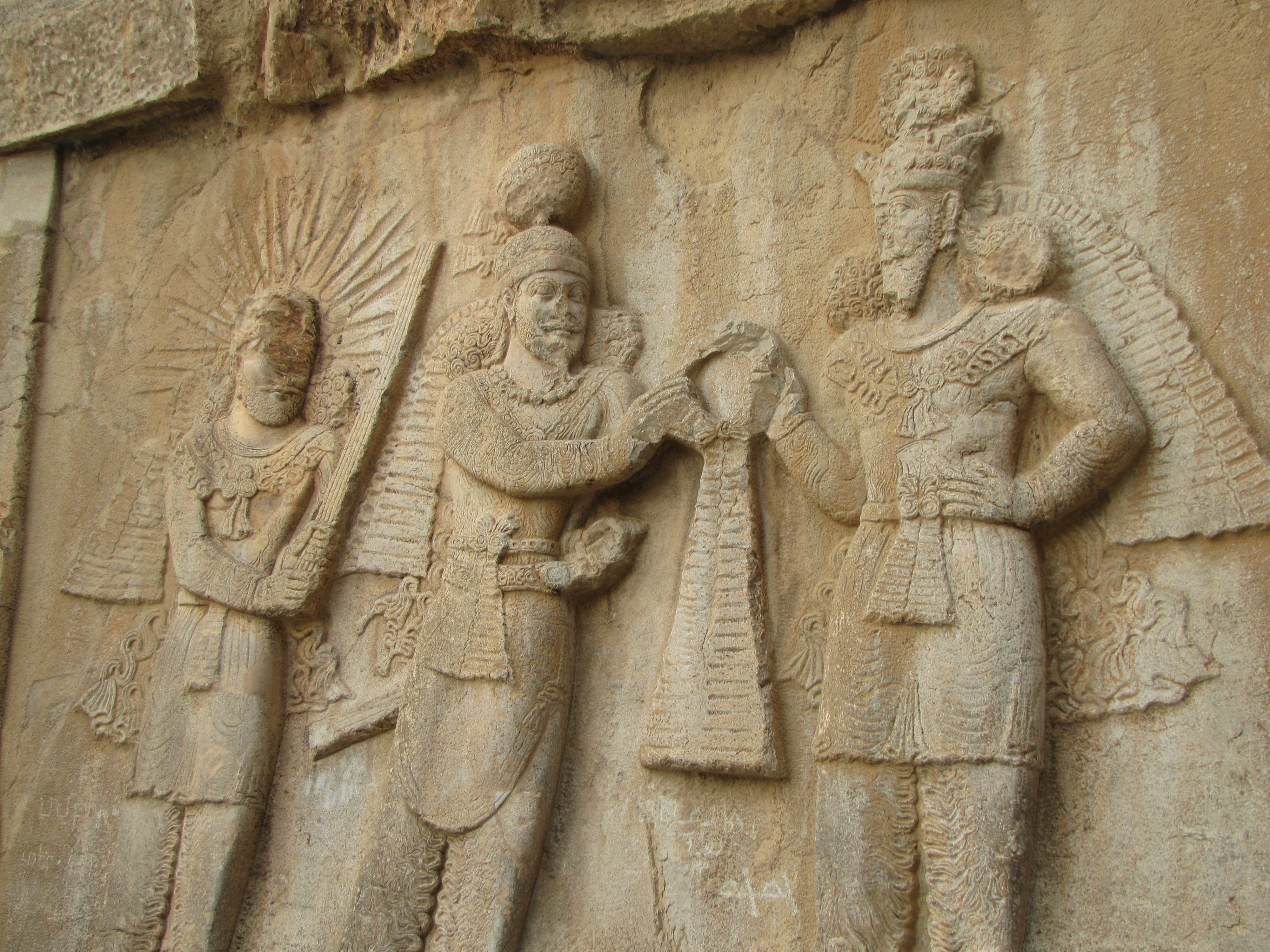
نقش‌برجسته دیهیم‌ستانی اردشیر دوم ساسانی از اهورامزدا

«شاه» عنوانی سلطنتی و یکی از رایج‌ترین القاب حکومتگران ایرانی و نیز حاکمان بر سرزمین‌های تحت تسلط ایرانیان و ترکان بوده است. ایرانیان از دیرباز شاهی را مقدس شمرده و بر آن بوده‌اند که خداوند فردی نژاده و نیکو را به مثابهٔ «پدری نیک‌خواه» برای مردم به شاهی برمی‌گزیند و فی‌الواقع، او دارای موهبتی ایزدی به نام «فر شاهی» است. فره، فره یا خوره، فروغی ایزدی است که بر هرکس بتابد، او بر همگان برتری می‌یابد. از پرتو این فروغ است که شخص شایستگی رسیدن به تاج و تخت را پیدا می‌کند. در باور ایرانیان باستان، شاه باستی دارای فر می‌بود و تا زمانی که شاه بر راه داد می‌رفت، فر با او بود؛ اما همین که از راه داد بر می‌گشت فر از او جدا می‌شد. چنانچه یکبار از جمشید و یکبار از کاووس جدا گشت. در فرهنگ ایرانی شاه «سایه خدا بر روی زمین» شناخته می‌شود که ماندگاری دولتش و اقبال مملکت، در قبال فر و عدالت اوست.
درحالی که پژوهش‌های تازه نشان می‌دهند تسلط اندیشۀ یونانی در اوایل عصر اشکانی سوءتفاهم‌هایی در فهم اندیشۀ شاهی به بار آورده و ایرانیان تحت تأثیر فرهنگ یونانی از شاه تفسیری «الهی» و «خدایگانی» به دست داده‌اند، در اندیشۀ اصیل ایرانی شاه در برابر اهورامزدا تسلیم و از بندگان او به‌شمار می‌رفته است. شاه در باور ایرانی، کهن الگوی «پیر فرزانه» است. گسترش این مفهوم سبب شده است که شاه به یکی از بن‌مایه‌های مهم در افسانه‌پردازی‌ها در تاریخ ایران تبدیل شود. همچنین در فرهنگ ایرانی افسانه‌های فراوانی دربارهٔ برخی از شاهان مانند اسکندر (که در تاریخ اساطیری ایران، برادر دارا است) خسرو انوشیروان، بهرام گور، خسرو پرویز، سلطان محمود، شاه عباس و نادرشاه وجود دارد.

## تاریخچه

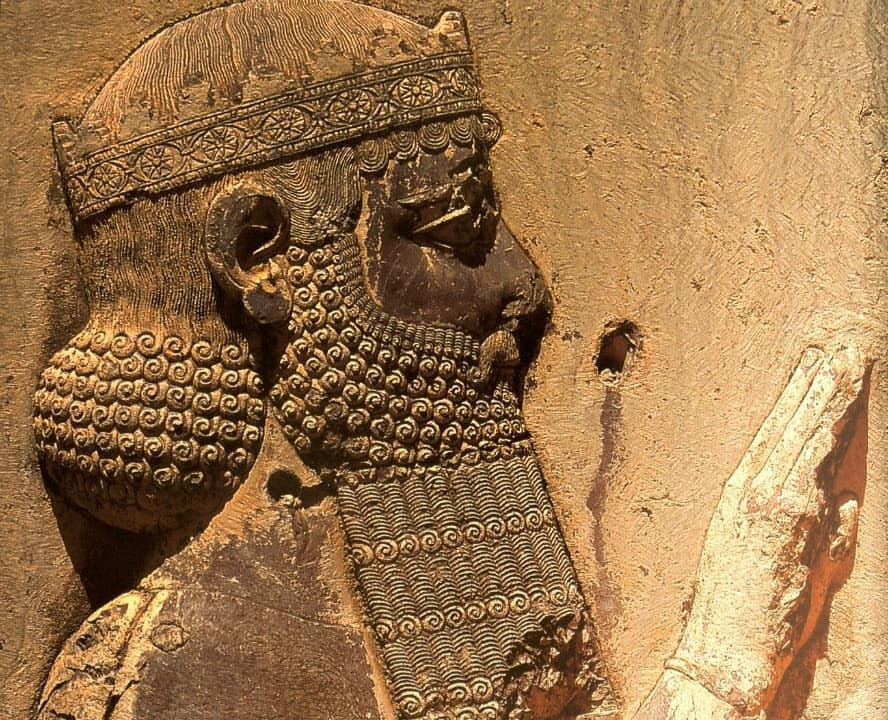
داریوش بزرگ در کتبیه بیستون: «به خواست اهورامزدا من شاه هستم.»

فرمانروایان ماد واژۀ خَشایَثی یَه (xsăyathya) را به معنای «شاه» و خَشایَثی آنام (xshăyathyănăm) به معنای «شاهِ شاهان» یا «شاهنشاه» به‌کار برده‌اند. کوروش بزرگ بنیان‌گذار شاهنشاهی هخامنشی و جانشینان وی نیز این عنوان را به‌کار برده‌اند. شاهان هخامنشی عنوان خویش یعنی خشایَثِیَه (Khshayathia) را از واژهٔ خشای گرفته‌اند. کتیبه‌های برجای‌مانده از دوران هخامنشی، به‌ویژه کتیبۀ داریوش اول، کاربرد شاه یا شاهنشاه را نشان می‌دهد. عرف چنین بود که تنها فرمانروایانی که بر تمامی ایران زمین حکومت می‌کردند را شاهنشاه می‌خواندند. شاهان هخامنشی در کتیبه‌های خویش، خود را خَشایَشی دَهیو یعنی «شاه سرزمین‌ها» می‌خواندند. همچنین، واژۀ شاه شاهان لقب حاکمان آشور و یا اورارتو بود که برخی از پژوهشگران احتمال داده‌اند ایرانیان این لقب را از شاهان اورارتو وام گرفته باشند. در آثار دورهٔ اشکانیان (حکومت: ۲۴۷ پ.م–۲۲۴) و ساسانی (حکومت: ۲۲۴–‌۶۵۱) نیز واژه‌های شاه و شاهنشاه همواره استفاده شده و همچنین، عنوان شاه پیوسته برای شاهان و شاهزادگان اشکانی و ساسانی نیز به‌کار می‌رفته است. بر درهم‌های ساسانی به خط پهلوی، نام و لقب شاهنشاه را در روی سکه ضرب و در پشت سکه نیز نام شاهنشاه را مجدداً ضرب می‌کردند.

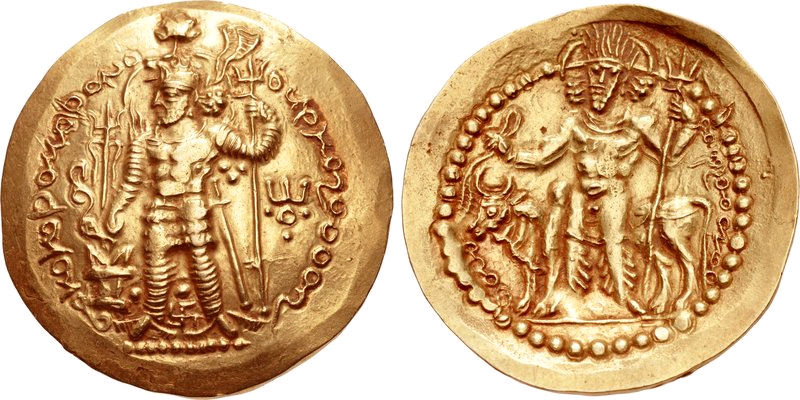
دنار هرمزد یکم، شاه کوشان

پس از فتح ایران به دست مسلمانان، لقب شاه متروک ماند و جز برای چند سلسلۀ محلی کم‌اهمیت به‌کار نرفت. در صدر اسلام، سنت عربی و اسلامی مفهوم و کارکرد شاه یا شاه شاهان را برنمی‌تابید و حتی احادیثی از قول پیامبر اسلام نقل می‌شد که: «بدترین مردمان کسی است که خود را شاهنشاه یا مَلِک‌المُلوک یا مَلِک‌الأملاک بخواند؛ زیرا تنها خداست که مَلِک است.» با این همه، برخی نویسندگان مسلمان دستیابی معاویة بن ابی‌سفیان را به حکومت، نماد آغاز دوران ملوکیت یا پادشاهی پس از پیامبر و خلفای راشدین به‌شمار آورده و گاه احادیثی نه چندان محکم از قول پیامبر در این زمینه نقل کرده‌اند.
با سقوط شاهنشاهی ساسانی، تلاشی برای احیای لقب و مقام شاه صورت نگرفت. عباسیان نیز، بااینکه از بسیاری از آداب و رسوم درباری ایران تقلید می‌کردند، خود را خلیفه می‌نامیدند نه شاه. طاهریان نیز خود را مدافعان اسلام و حافظان فرهنگ عربی بر می‌شمردند و سامانیان نیز به‌رغم حمایت از فرهنگ و زبان فارسی، حامیان خلافت عباسی باقی ماندند؛ هر چند برتولد اشپولر معتقد است که بنا بر گواهی اسناد، سامانیان هم لقب «شاهنشاه» داشته‌اند. می‌توان گفت که برای نخستین‌بار این آل‌بویه بود که به نحو مؤثری بر احیای پادشاهی ایرانی و احیای لقب شاه و شاهنشاه همت گمارد. با این همه، در اینکه کدام حاکم بویی برای اولین‌بار رسماً این لقب را به‌کار برد اختلاف نظر وجود دارد.
پس از آل‌بویه، شاه لقب رایج حکام مسلمان شد و نه فقط در میان ایرانیان که در میان بسیاری از حاکمان شرقی به‌کار رفت. اما این فرمانروایان عموماً اصطلاح «شاه» را صرفاً به عنوان یکی از القاب حکومتی و فارغ از دلالت‌های پُرشکوه و پُرطمطراق پیش از اسلام آن استفاده می‌کردند. عنصری در مدح سلطان محمود غزنوی که لقب رسمی‌اش سلطان بود، پس از فتح سومنات هند، او را شاه خطاب ‌کرد. سلجوقیان نیز لقب شاه و شاهنشاه را از آل‌بویه اخذ کردند. سلجوقیان روم هم لقب شاه داشتند و لقب بسیاری از سلجوقیان کرمان نیز شاه بود. ایوبیان هم لقب شاهنشاه را به‌کار می‌بردند و خلیفه ناصر در سال ۶۰۴ ه‍.ق در مراسم انتصاب ملک عادل، او را با هر دو واژۀ عربی و فارسی شاهنشاه و ملک‌الملوک خطاب قرار داد. دیگر حاکمان ایوبی مصر و شام نیز از لقب شاه بهره می‌بردند. در دیاربکر و ارمنیه نیز لقب شاه کاربرد فراوان داشت. این لقب در عصر ممالیک یکی از القاب اختصاصی سلطان و ملوک بزرگ به‌شمار می‌رفت.
تأثیر کاربست این لقب چندان پُرهیمنه بود که هولاکو خان مغول نیز در مکاتبۀ ۶۵۷ ه‍.ق خویش با ملک ناصر، حاکم حلب، خود را شاهنشاه روی زمین ‌خواند. در دوران پسامغول نیز حاکمان سلسله‌های کوچک و بزرگی چون آل‌مظفر، آل‌اینجو، جلایریان و یا قراقویونلوها نیز این لقب را به‌کار می‌بردند. با این همه، این صفویان (حکومت: ۱۵۰۱–‌۱۷۳۶) بودند که با اهمیت و دلالتی ویژه، لقب شاه را به‌کار بردند و تا قرن‌ها بعد آن را لقب خاص و ممتاز حکومتگران بر فلات ایران قرار دادند. بنیاد‌گذار این سلسله شاه اسماعیل یکم، مرشد کامل و مورد ارادت صوفیان بود که نسبش به ائمۀ معصومین نیز می‌رسید. با این حال، شاهان صفوی به‌رغم کاربرد رسمی لقب شاه بر سکه‌هایشان، واژۀ سلطان را نیز به تنهایی یا با صفاتی دیگر به‌کار می‌بردند.
سلاطین دهلی این لقب را بسیار به‌کار می‌بردند. برخی از امراء و سلاطین در سلطان‌نشین بنگال (حکومت: ۵۹۴–‌۹۸۴)، سلطان‌نشین کشمیر (حکومت: ۷۳۹–‌۹۹۶)، سلطان‌نشین گجرات (حکومت: ۸۰۶–۹۸۰)، سلطان‌نشین معبر (حکومت: ۷۳۴–‌۷۷۹)، عادل‌شاهیان بیجاپور (حکومت: ۸۹۵–‌۱۰۹۷)، نظام‌شاهیان احمدنگر (حکومت: ۸۹۵–‌۱۰۴۶)، عمادشاهیان بیدر (حکومت: ۸۶۹–‌۹۸۲) و گورکانیان هند (حکومت: ۹۳۲–‌۱۲۷۴) نیز لقب شاه داشته‌اند. حاکمان اندونزی، سلاطین آچه و حاکمان مالزی نیز در موارد بسیاری خویش را شاه خوانده‌اند.

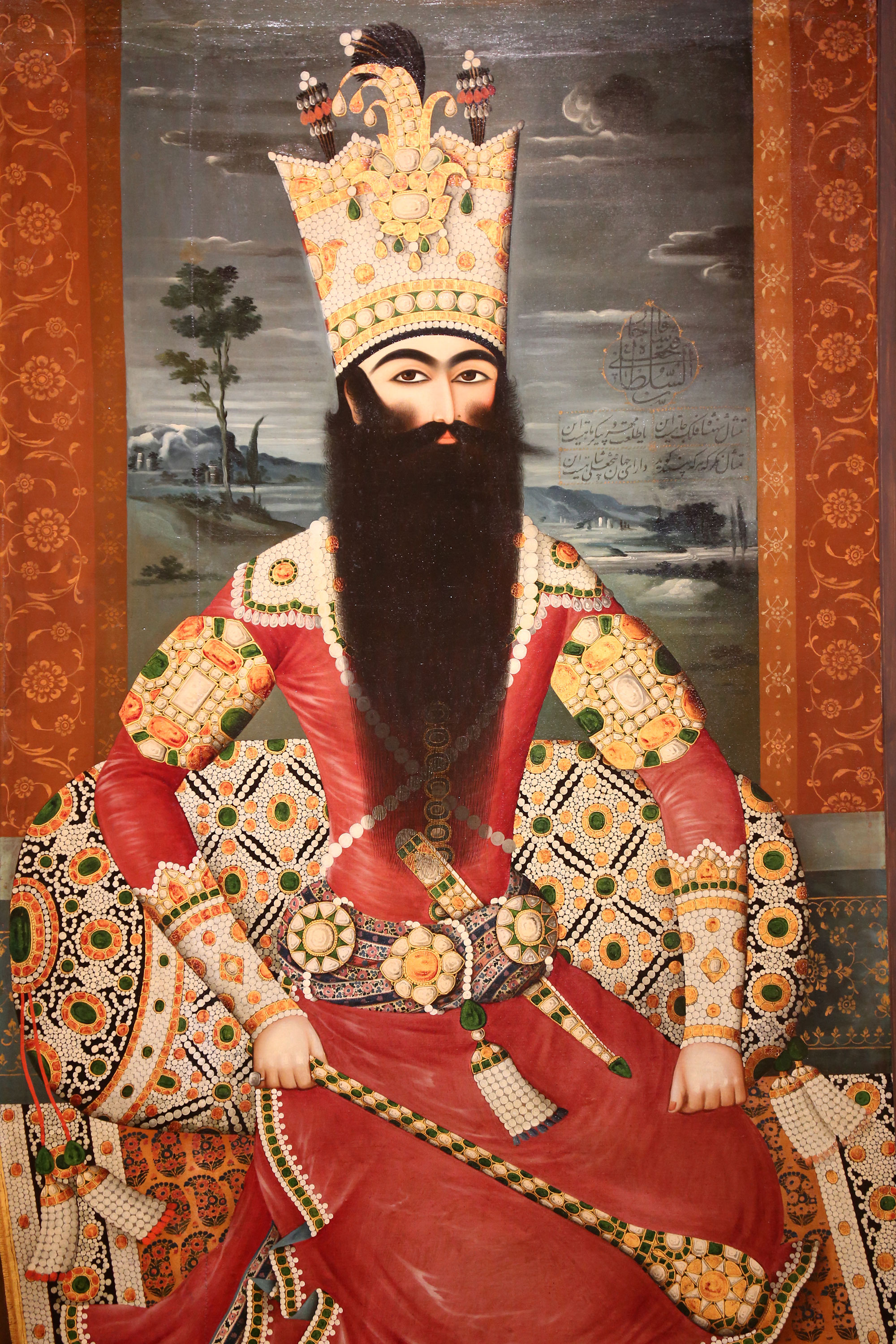
در کنار نگاره: السلطان فتحعلی شاه قاجار.

با روی کار آمدن قاجاریان (حکومت: ۱۷۹۶–‌۱۹۲۵) استعمال القابی چون «اعلی‌حضرت ذی‌شوکت» یا «اعلی‌حضرت اقدس شاهنشاهی» یا کاربرد جمله معترضۀ «روحنا فداه» پس از لقب شاه را می‌توان نشان تأکید بر جنبۀ قدسی نظام شاهنشاهی به‌شمار آورد. وقوع نهضت مشروطه تسلط سیاسی شاه را محدود کرد و از جایگاه قدسی آن بسیار کاست. رضاخان میرپنج نیز که در سال ۱۳۰۴ خورشیدی آخرین سلسلۀ پادشاهی ایران یعنی دودمان پهلوی (حکومت: ۱۹۲۵–‌۱۹۷۹) را تأسیس کرد، در سیاست‌های خود نشان داد که شاه فقط از جایگاهی سیاسی برخوردار است و نه قدسی. در دیگر نقاط جهان اسلام نیز لقب شاه، با دلالت‌هایی گاه مشابه و گاه متفاوت با ایران، تا مدت‌ها استفاده شده است. آخرین شاه ایران محمدرضا پهلوی بود که از سال ۱۳۲۰ تا ۱۳۵۷ بر ایران پهلوی سلطنت کرد.
انقلاب ۱۳۵۷ نقطهٔ پایانی بر کاربرد رسمی عنوان «شاه» در ایران بود. در جریان انقلاب اسلامی حکومت پهلوی سقوط کرد و با نظام جمهوری اسلامی جایگزین شد.

## مشتقات
از واژهٔ «شاه» به عنوان لقبی سلطنتی، واژگان و عناوین دیگری نیز مشتق شده‌اند. این عناوین عبارت‌اند از:
- شهبانو به معنای «بانوی شاه» و معادل عنوان ملکه که برای همسران شاهان[نیازمند منبع] یا پادشاهان زن [نیازمند منبع] به‌کار می‌رود.
- شاهزاده به معنای «کسی که از شاه زاده شده باشد» است که برای فرزندان شاهان به‌کار می‌رود. این عنوان از نظر جنسیتی خنثی است و هم برای توصیف شاهپور و هم شاهدخت به‌کار می‌رود. همچنین، می‌تواند برای سایر افرادی که با خاندان سلطنتی نسبت دارند استفاده شود؛ مثلاً افرادی که پدر یا پدربزرگ‌شان شاه سابق یک حکومت بوده است نیز، همچنان شاهزاده طلقی می‌شوند. همچنین، این واژه به صورت شِهزاده (به ترکی استانبولی: Şehzade) عنوان رسمی پسران سلاطین در دولت عثمانی بود.
- شاهپور به معنای «پور شاه» یا «پسر شاه» و معادل پرنس (به انگلیسی: Prince) در زبان‌های اروپایی که برای فرزندان پسر شاهان استفاده می‌شود.
- شاهدخت به معنای «دخت شاه» یا «دختر شاه» و معادل پرنسس (به انگلیسی: Princess) در زبان‌های اروپایی که برای فرزندان دختر شاهان استفاده می‌شود.

## میراث
دلالت سیاسی واژهٔ شاه و تأثیر فرهنگی این واژه و عظمت و بزرگی آن در ذهن و زبان ایرانیان و ملل متأثر از آن، چنان پایدار و طولانی بوده که به اشکال گوناگون بازنمایی شده است. برای نمونه در بسیاری از ضرب‌المثل‌های فارسی این تأثیر قابل مشاهده است. ایرانیان هر چیز ممتاز و برتر از دیگران را با صفت شاه متمایز ساخته‌اند. مانند: شاهباز، شاهکار، شاهراه، شاه‌کاسه، شاه‌توت، شاه‌بلوط، شاه‌تره، شاه‌سوار، شاهرود، شاه‌انجیر، شاه‌آلو، شاه‌نشین، شاه‌بیت، شاه‌ماهی و غیره.
این واژه در نام و لقب اولیای دین و عرفای بزرگ نیز به‌کار رفته است. برای نمونه، اصطلاح «شاه ولایت» در توصیف امام علی بر سکه‌های شاه عباس اول دیده می‌شود. برخی از امامزادگان چون شاه‌عبدالعظیم، شاه‌چراغ و شاهزاده حسین هم در نام خود لقب شاه دارند. همچنین، شاه یکی از القاب تعظیمی و دارای بار ولایت معنوی برای متصوفه و عرفا بوده است که برخی از مشاهیر آنان بدین شرح است: شاه نظام‌الدین اورنگ‌آبادی، بلبل شاه کشمیری، شاه‌محمد بدخشی، شاه‌لطیف بری، شرفشاه دولایی، بلهی‌شاه، حجت‌علیشاه، حسین‌علیشاه دهلوی، شاه‌عبدالعزیز دهلوی، شاه‌ولی‌الله، شاه‌شجاع کرمانی، معصوم‌علیشاه دکنی، شاه‌نعمت‌الله ولی، عمادالدین عربشاه یزدی، صفی‌علیشاه و مشتاق‌علیشاه. برخی از امامان و داعیان اسماعیلی مانند محمدشاه نزاری، شاه‌خلیل‌الله محلاتی، رکن‌الدین خورشاه و شاه‌ظاهر دکنی نیز با لقب شاه خطاب شده‌اند.